# Ludwig Weiland

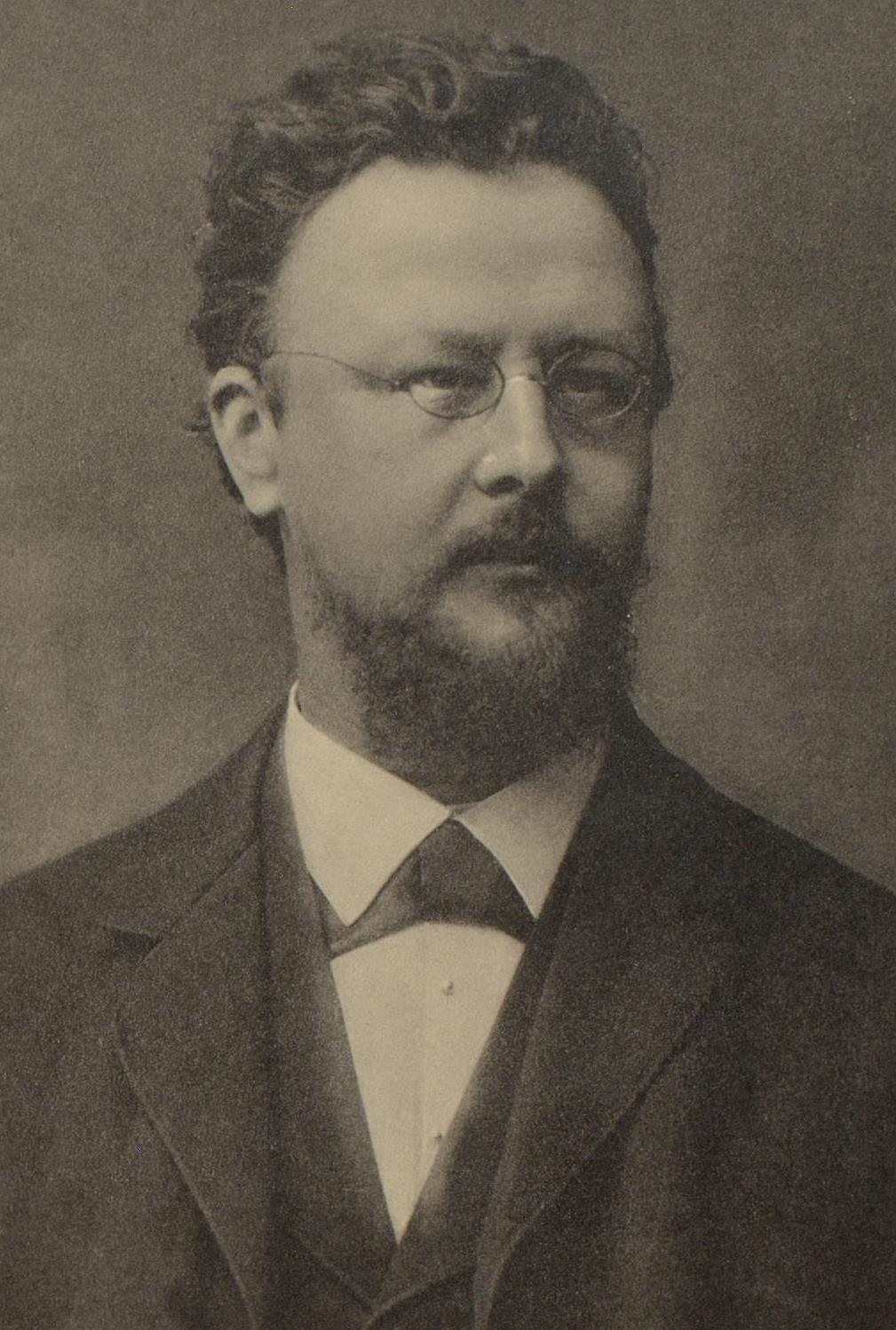
Ludwig Weiland

Ludwig Weiland (* 16. November 1841 in Frankfurt am Main; † 5. Februar 1895 in Göttingen) war ein deutscher Historiker.

## Leben
Weiland, Sohn eines Malers und Zeichenlehrers, studierte nach dem Besuch des Gymnasiums in Frankfurt am Main von 1861 bis 1864 Philologie und Geschichte in Göttingen und Berlin, wo er bei Georg Waitz und Karl Müllenhoff hörte. Im Jahr 1864 wurde Weiland in Göttingen mit einer Ernst Steindorff gewidmeten Arbeit über die Entwickelung des sächsischen Herzogthums unter Lothar und Heinrich dem Löwen zum Dr. phil promoviert. Ab 1867 war er als Mitarbeiter der Monumenta Germaniae Historica in Berlin beschäftigt. 1876 erhielt er eine außerordentliche, 1879 eine ordentliche Professur für Geschichte in Gießen. 1881 folgte er als Nachfolger Julius Weizsäckers einem Ruf nach Göttingen. Weiland war Mitglied der Nationalliberalen Partei.
Weilands wissenschaftliches Werk bestand vornehmlich in der Herausgabe mittelalterlicher Schriften. Er begründete innerhalb der Monumenta Germaniae Historica die Reihe der Constitutiones, die Urkunden sammelt, aus denen man die hoch- und spätmittelalterliche Rechtsordnung des Reiches erkennen kann, oft Einzelfallentscheidungen, die in ihrer Gesamtheit als Reichsgesetze angesehen werden können. Sein Hauptwerk besteht in der Herausgabe der Sächsischen Weltchronik. Einen Ruf des preußischen Kultusministers als Vorsitzender der Zentraldirektion der Monumenta Germaniae Historica nach Berlin lehnte Weiland aus „Liebe zur Lehre“ ab.